# Липомо
Липомо (итал. Lipomo) — коммуна в Италии, располагается в регионе Ломбардия, подчиняется административному центру Комо.
Население составляет 5758 человек (на 2004 г.), плотность населения составляет 2244 чел./км². Занимает площадь 2,46 км². Почтовый индекс — 22030. Телефонный код — 031.
Покровителями коммуны почитаются святой Вит и святой Модест, празднование 15 июня.